# Bankaltar

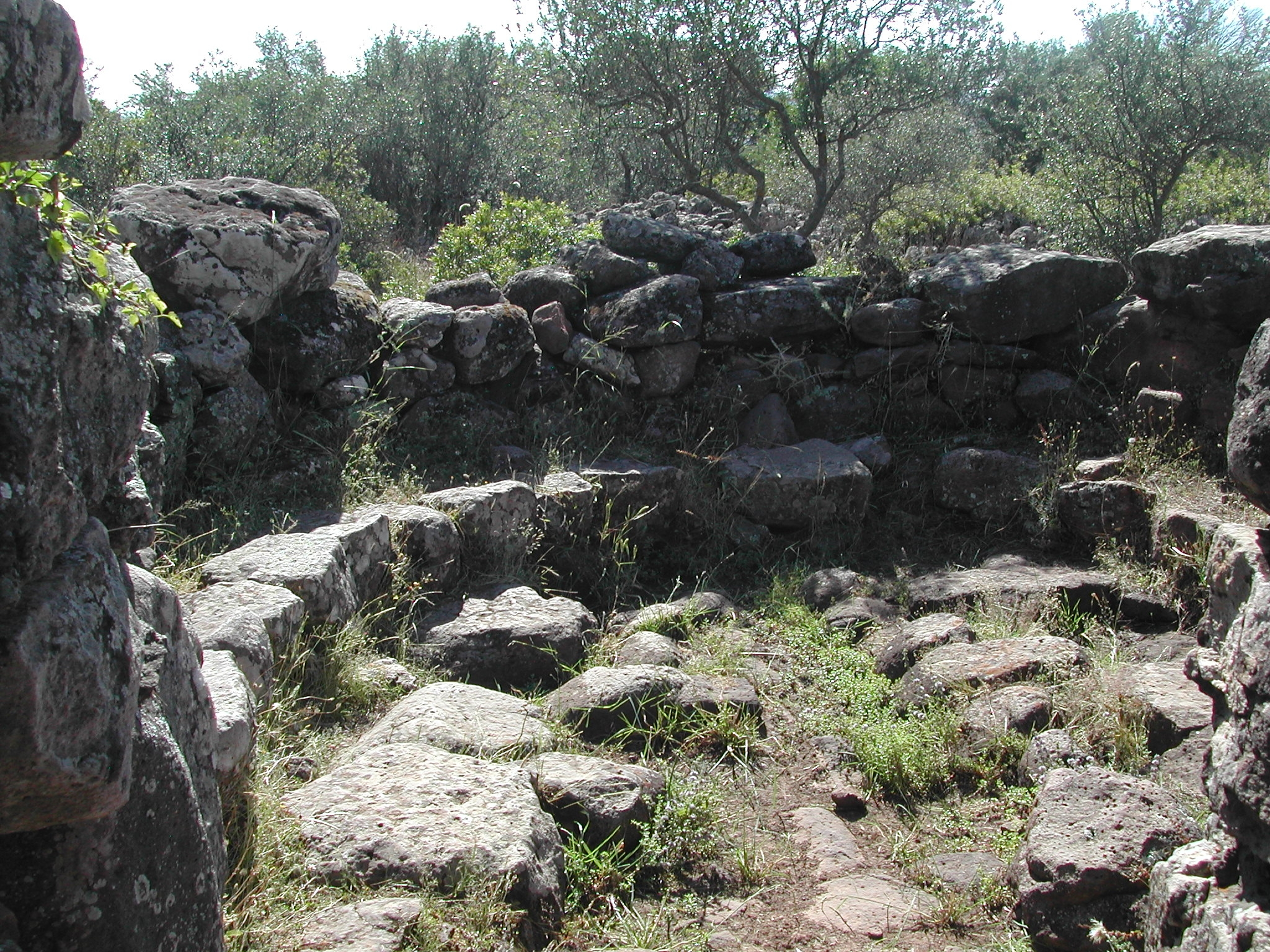
Bankaltar in einer sardischen Rundhütte

Der Bankaltar ist ein bei frühen orientalischen und mediterranen Kulturen (z. B. Malta, Kreta (Apesokari), Balearen (Hypogäum von Torre del Ram) bis zur eisenzeitlichen sardischen Nuraghenkultur) zu findender Bestandteil von Kultplätzen. 
Die etwa kniehohen Steinstrukturen finden sich z. B. an den Exedren maltesischer Tempel (Ħaġar Qim; oder in ihnen Ġgantija) sowie an vielen sardischen Brunnen- und Megarontempeln. Sie dienten nicht wie oft angenommen als Sitzgelegenheit, sondern vermutlich dem Abstellen/Ablegen von Opfergut.
Der älteste Bankaltar stammt aus einer Rundhütte in Jerf el Ahmar in Syrien (9200–8500 v. Chr.) Die älteste Altarform in Europa ist die auf dem Boden befindliche Steinplatte (Lepenski Vir). Sie wurde in den Estrichboden eingearbeitet. Später entstand der etwas erhabene Altarstein, in den mitunter bereits ein Schälchen getrieben wurde. Eingearbeitete Löcher dienten der Libation, dem Abfließen von Trankopfern (Flüssigkeiten). Eine so genannte Altar-Göttin, ein Bankaltar mit einer anthropomorphen Figur ist eine Terracotta der Vinča-Kultur von Fafos I.
Bänke finden Georg und Vera Leisner auch in den Felskuppelgräbern von Alcaide in Spanien und in Pamela in Portugal. An Megalithanlagen in Frankreich und Schottland findet man die „Parements“ (Abstellflächen) genannten niedrigen Steinmauern neben den Zugängen zu den Kammern. Eine befindet sich in der Allée couverte von Giraumont und im Dolmem der Kapelle der sieben Heiligen in Frankreich.
Der Bankaltar im Südtempel von Kalapodi stammt aus dem 14. Jahrhundert v. Chr.